# 段乞珍
段乞珍（？—？），約中國西晉末期段部鮮卑的首領。
史籍上有關段乞珍的資料十分缺乏，《魏書》載其繼承其兄也就是段部鮮卑首位首領段日陸眷之位，但在位期間不詳。
乞珍去世後，由其子段務目塵繼承其位。
| 前任： 兄段日陸眷 | 段部鮮卑首領 ？ | 繼任： 子段務目塵 |